# 钮守章
钮守章（1924年—2023年12月23日），曾用名钮泽宪，男，浙江湖州人，中国民族工商业者，曾任浙江省工商业联合会会长，第七、八、九届全国政协委员。

## 家庭
父亲钮介臣。